# Igrzyska Konferencji Pacyfiku 1977
3. Igrzyska Konferencji Pacyfiku 1977 – zawody lekkoatletyczne, które były rozgrywane na Bruce Stadium w Canberze 3 i 4 grudnia.
Były to trzecie z pięciu cyklicznych zawodów pod nazwą Igrzysk Konferencji Pacyfiku, rozgrywanych w roku poolimpijskim. Startowali zawodnicy z pięciu państw położonych u wybrzeży Oceanu Spokojnego: Australii, Japonii, Kanady, Nowej Zelandii i  Stanów Zjednoczonych.
Rozegrano 20 konkurencji męskich i 14 kobiecych. Kobiety po raz pierwszy rywalizowały w biegu na 400 metrów przez płotki i w sztafecie 4 × 400 metrów.

## Rezultaty

### Mężczyźni
| Konkurencja:                  | 1. miejsce                                                                            | Rezultat | 2. miejsce         | Rezultat | 3. miejsce                                                               | Rezultat |
| Bieg na 100 m                 | Paul Narracott                                                                        | 10,52    | Bill Collins       | 10,69    | Fred Lehmann                                                             | 10,77    |
| Bieg na 200 m                 | Bill Collins                                                                          | 20,83    | Paul Narracott     | 21,06    | Toshio Toyota                                                            | 21,28    |
| Bieg na 400 m                 | Bevan Smith                                                                           | 46,27    | Jim O’Sullivan     | 46,35    | Mike Willis                                                              | 46,93    |
| Bieg na 800 m                 | Chum Darvall                                                                          | 1:47,88  | John Higham        | 1:48,54  | Takashi Ishii                                                            | 1:48,93  |
| Bieg na 1500 m                | Takashi Ishii                                                                         | 3:45,08  | Graham Crouch      | 3:45,17  | Geoff Shaw                                                               | 3:45,94  |
| Bieg na 5000 m                | David Fitzsimons                                                                      | 13:45,16 | Geoff Shaw         | 13:50,66 | Dave Hill                                                                | 13:55,22 |
| Bieg na 10 000 m              | Robert de Castella                                                                    | 29:23,66 | Greg Fredericks    | 29:28,93 | Peter Butler                                                             | 30:20,02 |
| Bieg na 110 m przez płotki    | Warren Parr                                                                           | 14,21    | Charles Foster     | 14,21    | Don Wright                                                               | 14,25    |
| Bieg na 400 m przez płotki    | Garry Brown                                                                           | 51,89    | Sam Turner         | 53,08    | Takashi Nagao                                                            | 53,30    |
| Bieg na 3000 m z przeszkodami | Ron Addison                                                                           | 8:38,16  | Hisatoshi Shintaku | 8:44,44  | Bob Hendy                                                                | 8:55,46  |
| Sztafeta 4 × 100 m            | Stany Zjednoczone · Herman Frazier · Wardell Gilbreath · Charlie Wells · Bill Collins | 38,85    | Japonia            | 39,54    | Australia · Fred Lehmann · Paul Narracott · Jim O’Sullivan · Don Wright  | 39,96    |
| Sztafeta 4 × 400 m            | Stany Zjednoczone                                                                     | 3:07,26  | Japonia            | 3:08,01  | Australia · Chum Darvall · Paul Narracott · Jim O’Sullivan · Mike Willis | 3:11,18  |
| Skok wzwyż                    | Kazunori Koshikawa                                                                    | 2,17     | Ron Livers         | 2,13     | Moriichi Takako                                                          | 2,10     |
| Skok o tyczce                 | Bruce Simpson                                                                         | 5,25     | Ray Boyd           | 5,05     | Yasuhiro Kigawa                                                          | 5,00     |
| Skok w dal                    | Chris Commons                                                                         | 8,08w    | Kashira Machida    | 7,64w    | Glenn Stewart                                                            | 7,59     |
| Trójskok                      | Ron Livers                                                                            | 16,63    | Yasushi Ueta       | 16,35    | Milan Tiff                                                               | 16,32    |
| Pchnięcie kulą                | Colin Anderson                                                                        | 19,62    | Bruno Pauletto     | 18,43    | Yuzo Koyama                                                              | 15,44    |
| Rzut dyskiem                  | Dan Gardner                                                                           | 57,54    | Kiyotaka Kawasaki  | 57,44    | Wayne Martin                                                             | 51,66    |
| Rzut młotem                   | Peter Farmer                                                                          | 67,62    | Yoji Kitano        | 62,82    | Murray Cheater                                                           | 61,06    |
| Rzut oszczepem                | Phil Olsen                                                                            | 80,98    | Mike O’Rourke      | 74,32    | John Corazza                                                             | 73,54    |

### Kobiety
| Konkurencja:               | 1. miejsce                                                                    | Rezultat | 2. miejsce       | Rezultat | 3. miejsce                | Rezultat |
| Bieg na 100 m              | Denise Robertson                                                              | 11,67    | Debbie Wells     | 11,79    | Wendy Brown               | 11,91    |
| Bieg na 200 m              | Denise Robertson                                                              | 22,87    | Debbie Wells     | 23,64    | Kim Robertson             | 23,68    |
| Bieg na 400 m              | Verna Burnard                                                                 | 52,63    | Sharon Dabney    | 53,03    | Marian Fisher             | 53,19    |
| Bieg na 800 m              | Francie Larrieu                                                               | 2:06,30  | Michelle Green   | 2:06,68  | Alison Wrench             | 2:07,22  |
| Bieg na 1500 m             | Francie Larrieu                                                               | 4:18,32  | Debbie Pearson   | 4:19,09  | Debbie Campbell Jan Healy | 4:26,82  |
| Bieg na 100 m przez płotki | Deby LaPlante                                                                 | 14,03    | Cheryl Boswell   | 14,35    | Emi Akimoto               | 14,44    |
| Bieg na 400 m przez płotki | Marian Fisher                                                                 | 57,28    | Francine Gendron | 58,40    | Carmen Campton            | 58,53    |
| Sztafeta 4 × 100 m         | Australia · Denise Robertson · Lyn Jacenko · Marian Fisher · Debbie Wells     | 44,26    | Nowa Zelandia    | 44,95    | Kanada                    | 45,99    |
| Sztafeta 4 × 400 m         | Australia · Denise Robertson · Verna Burnard · Carmen Campton · Marian Fisher | 3:34,24  | Kanada           | 3:37,94  | Nowa Zelandia             | 3:42,54  |
| Skok wzwyż                 | Debbie Brill                                                                  | 1,88     | Tamami Yagi      | 1,82     | Christine Annison         | 1,80     |
| Skok w dal                 | Lyn Jacenko                                                                   | 6,59w    | Erica Hooker     | 6,28     | Noeline Hodgins           | 6,18     |
| Pchnięcie kulą             | Gael Mulhall                                                                  | 16,15    | Kayoko Hayashi   | 16,00    | Lucette Moreau            | 15,40    |
| Rzut dyskiem               | Jane Haist                                                                    | 55,64    | Gael Mulhall     | 54,40    | Lynne Winbigler           | 52,58    |
| Rzut oszczepem             | Pam Matthews                                                                  | 56,88    | Karen Smith      | 54,50    | Keiko Myogai              | 49,90    |

## Tabela medalowa
| Poz.  | Państwo           |    |    |    | Łącznie |
| 1.    | Australia         | 17 | 10 | 12 | 39      |
| 2.    | Stany Zjednoczone | 10 | 7  | 2  | 19      |
| 3.    | Kanada            | 4  | 4  | 6  | 14      |
| 4.    | Japonia           | 2  | 9  | 8  | 19      |
| 5.    | Nowa Zelandia     | 1  | 4  | 7  | 13      |
| Razem | Razem             | 34 | 34 | 34 | 103     |